# Maurice Barrès
Auguste-Maurice Barrès (francuski: [baʁɛs]; 19. kolovoza 1862. – 4. prosinca 1923.) bio je francuski romanopisac, novinar i političar. Napisao je knjigu Vrt na Orontu.